# Proasellus coxalis
Proasellus coxalis is een pissebed uit de familie Asellidae. De wetenschappelijke naam van de soort is voor het eerst geldig gepubliceerd in 1892 door Adrien Dollfus.